# 엘레나 라도니치츠
엘레나 라도니치츠(Elena Radonicich, 1985년 2월 5일 ~ )는 이탈리아의 배우이다.